# Korach (syn Chebrona)
Korach (hebr. קֹרַח) – postać biblijna, jeden spośród czterech synów Chebrona.